# U 80 (U-Boot, 1941)
U 80 war ein deutsches U-Boot vom Typ VII C, das im Zweiten Weltkrieg von der deutschen Kriegsmarine als Schul- und Ausbildungsboot eingesetzt wurde.

## Geschichte
Der Auftrag für das Boot wurde am 25. Januar 1939 an die Vegesacker Werft, ein Tochterunternehmen der Bremer Vulkan, das extra für den U-Bootbau gegründet wurde, in Bremen vergeben. Die Kiellegung erfolgte am 17. April 1940, der Stapellauf am 11. Februar 1941, und die Indienststellung unter Oberleutnant zur See Georg Staats am 8. April 1941.
Das Boot gehörte nach seiner Indienststellung bis zum 30. April 1941 als Ausbildungsboot zur 1. U-Flottille und war in Kiel stationiert. Vom 1. Mai 1941 bis zum 31. März 1942 war es Ausbildungsboot in der 26. U-Flottille in Pillau und vom 1. April 1942 bis zum 31. August 1943 Ausbildungsboot in der 24. U-Flottille in Memel. Ab dem 1. September 1943 als Ausbildungsboot bei der 23. U-Flottille in Danzig eingesetzt, kam es ab dem 1. Dezember 1943 als Schulboot zur 21. U-Flottille und war bis zu seinem Verlust am 28. November 1944 in Pillau stationiert.
U 80 war ein reines Schul- und Ausbildungsboot, das in der Ostsee ausschließlich zur Ausbildung und zum Training von Mannschaften und Offizieren eingesetzt wurde und keine Unternehmungen durchführte.

## Verbleib
Das Boot ging am 28. November 1944 in der Ostsee westlich von Pillau durch eine Tauchpanne verloren. Die Position war 54° 40′ N, 19° 30′ O im Marine-Planquadrat AO 9597. Es war ein Totalverlust mit 52 Toten.